# Pakaraka
Pakaraka ist eine Siedlung im Far North District der Region Northland auf der Nordinsel von Neuseeland.

## Namensherkunft
Der Name der Siedlung setzt sich zusammen aus „pa“, in der Sprache der Māori die Bezeichnung für „Dorf“ und „karaka“, als Name für einen einheimischen Baum. Für die ortsansässigen Māori vom Iwi der Ngāpuhi besitzt das Gebiet  den Namen Tai-a-mai.

## Geographie
Die Siedlung befindet sich rund 11 km westnordwestlich von Kawakawa und rund 12 km östlich des Lake Ōmāpere. Der New Zealand State Highway 1 führt durch die Siedlung und der New Zealand State Highway 10 zweigt in der Siedlung vom State Highway 1 nach Norden hin ab.

## Geschichte
Am Fuß des Mount Pouerua, einem 270 m hohen Basaltschlacke-Kegel, der zum Kaikohe-Bay of Islands Volcanic Field gehört, befand sich ein Pā der früheren Māori-Bevölkerung. Das Dorf und die Befestigungsanlage wurde im Rahmen von Ausgrabungen in den 1980er Jahren erforscht.
1845 war Pakaraka Ort von einzelnen kriegerischen Auseinandersetzungen im Rahmen des Flagstaff War. Nach der Schlacht von Ohaeawai am 23. Juni 1845 zerstörten am 16. Juli 1845 britischen Truppen Te Haratua's Pā bei Pakaraka.

## Bildungswesen
Die Siedlung verfügt mit der Pakaraka School über eine Grundschule mit den Jahrgangsstufen 1 bis 8. Im Jahr 2014 besuchten 59 Schüler die Schule.

## Sehenswürdigkeiten
- Die im Jahr 1873 ihrer Bestimmung übergebene Holy Trinity Church wurde zu Ehren von Henry Williams, einem Missionar der Church Missionary Society, der in Pakaraka in den Ruhestand ging, auf Veranlassung seiner Frau erbaut. Sie ersetzte die 1850–1851 von Henry Williams errichtete Kirche. Das Bauwerk wurde 1984 mit der Nummer 65 vom New Zealand Historic Places Trust als Baudenkmal registriert.[9]

- The Retreat ist ein unter Denkmalschutz stehendes Gebäude, in dem der Missionar Henry Williams mit seiner Familie bis zu seinem Tod 1867 lebte. Das Gebäude ist unter der Nummer 70 registriert.[10]

## Persönlichkeiten
- Hone Heke (um 1810–1850), Häuptling der Ngāpuhi, wurde 1807 oder 1808 in Pakarake geboren.[11] Er wurde im August 1850 in der Siedlung im Geheimen begraben. 2011 wurden Überreste seines Leichnams wegen möglicher Bauprojekte auf dem Gelände umgebettet.
- Henry Williams (1792–1867), Missionar der Church Missionary Society (CMS)
- Edward Marsh Williams, Sohn von Williams
- Henry Williams (1823–1907), Politiker und Sohn von Williams

## Fotogalerie

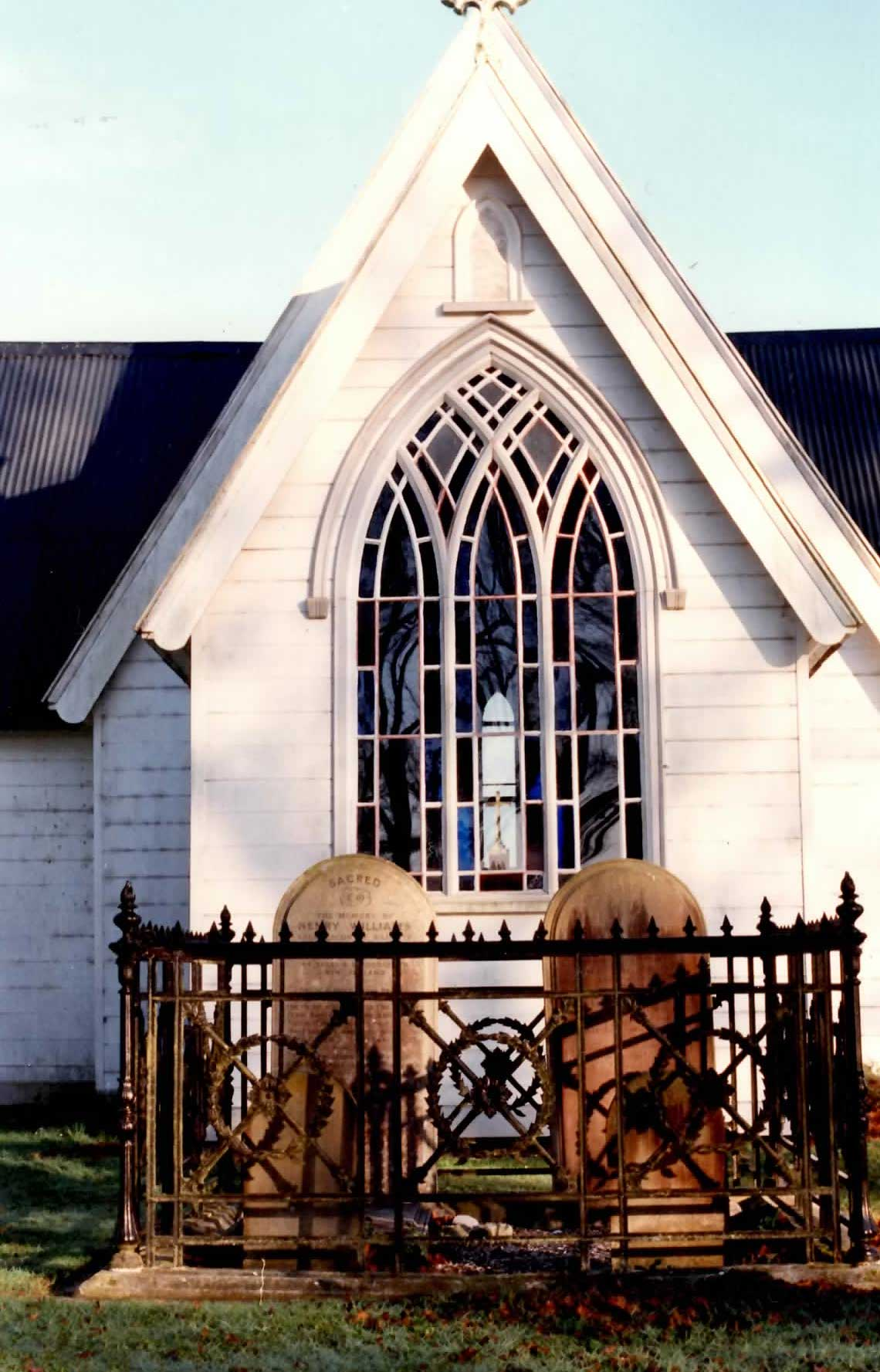
Grabsteine von Henry und Marianne Williams, Holy Trinity Church
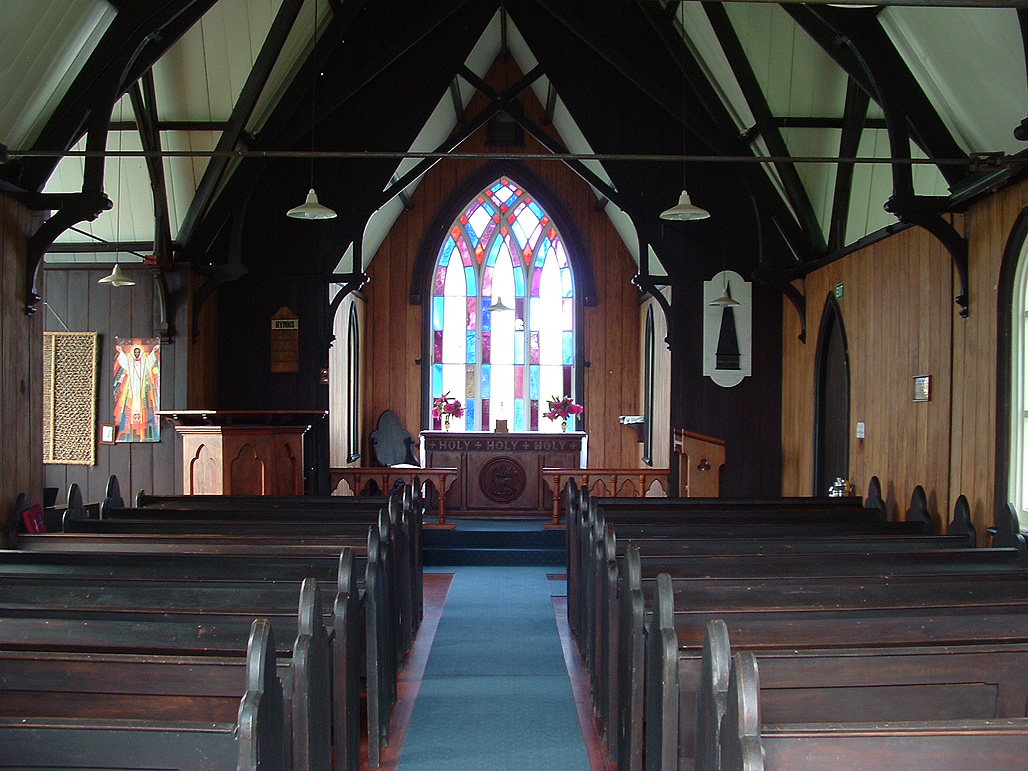
Inneres der Kirche
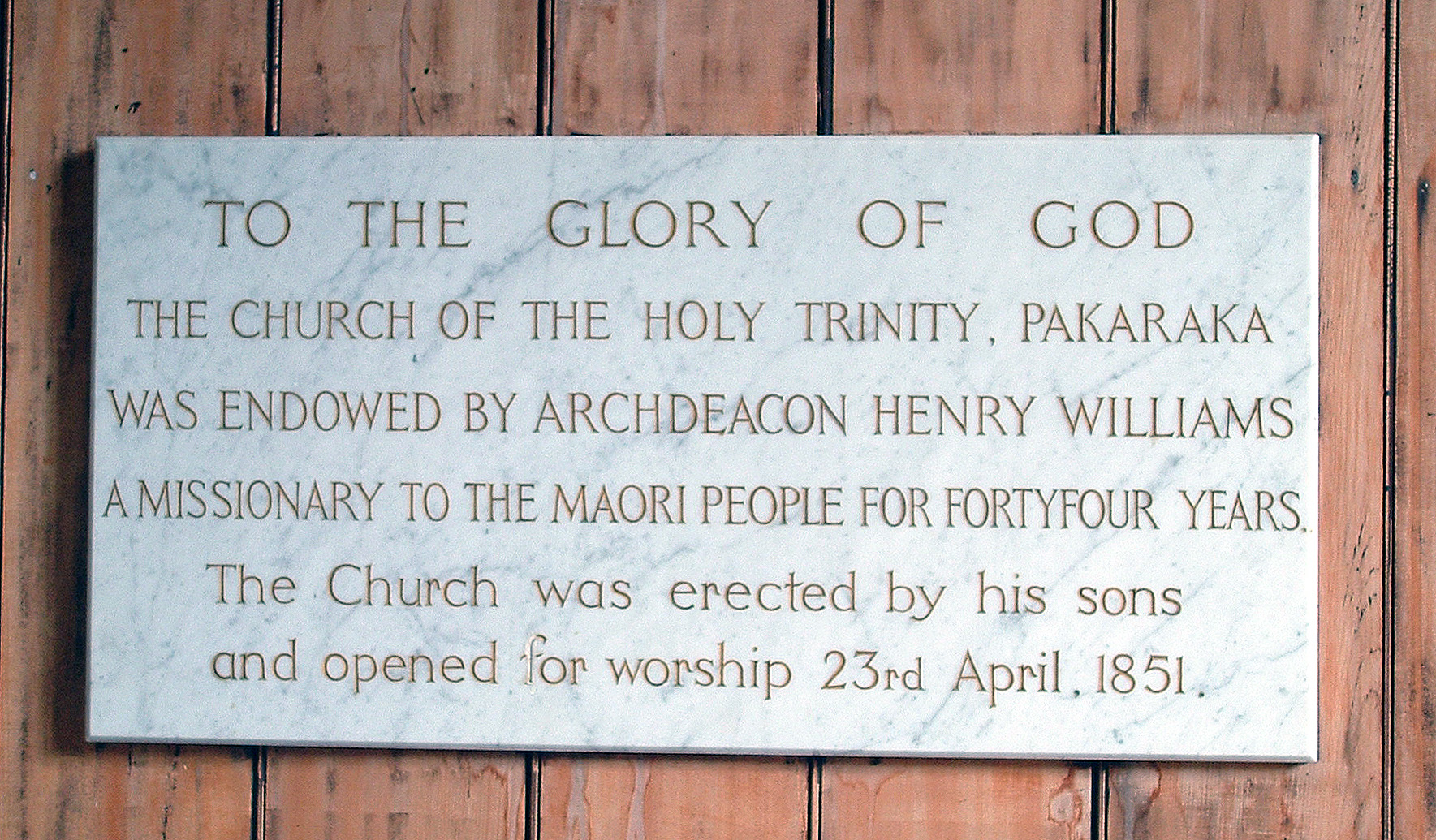
Tafel in der Kirche